# ジョーン・ハケット
ジョーン・ハケット（Joan Hackett、1934年3月1日 - 1983年10月8日）は、アメリカ合衆国の女優。

## 出演作品
- マジック・ボーイ
- 泣かないで
- ある夏の日々
- アメージング・ファンタジー
- ブルー・ファイア
- マタクンベの黄金
- 電子頭脳人間（Dr,ジャネット・ロス）
- シーラ号の謎
- ライバル
- 狙われた五人の美女
- もうひとりの男
- サイコXX
- 夕陽に立つ保安官（プルーディ・パーキンス）
- ウィル・ペニー（キャサリン・アレン）
- 殺しへの委任状
- グループ